# Hof (huyện)
Hof là một huyện ở bang Bayern, Đức. Huyện này giáp các huyện (từ phía nam theo chiều kim đồng hồ): Wunsiedel, Bayreuth, Kulmbach và Kronach, huyện Saale-Orla của bang Thüringen, huyện Vogtland của bang tự do Sachsen, và Cộng hòa Séc. Thành phố Hof là một vùng đất nằm trong huyện và là trung tâm hành chính huyện, nhưng lại là một thành phố độc lập (kreisfreie Stadt) không thuộc huyện này.
Huyện đã được lập năm 1852. Trong cuộc cải cách hành chính năm 1972, một số khu vực của các huyện khác bị giải thể, Naila, Münchberg, Kronach và Rehau được chuyển qua huyện này.

## Thị xã và đô thị
| Thị xã | Đô thị | |
| --- | --- | --- |
| 1. Helmbrechts 2. Lichtenberg 3. Münchberg 4. Naila 5. Rehau 6. Schauenstein 7. Schwarzenbach am Wald 8. Schwarzenbach an der Saale 9. Selbitz | 1. Bad Steben 2. Berg 3. Döhlau 4. Feilitzsch 5. Gattendorf 6. Geroldsgrün 7. Issigau 8. Köditz 9. Konradsreuth | 1. Leupoldsgrün 2. Oberkotzau 3. Regnitzlosau 4. Sparneck 5. Töpen 6. Trogen 7. Weißdorf 8. Zell im Fichtelgebirge |